# Крест святой Бригитты

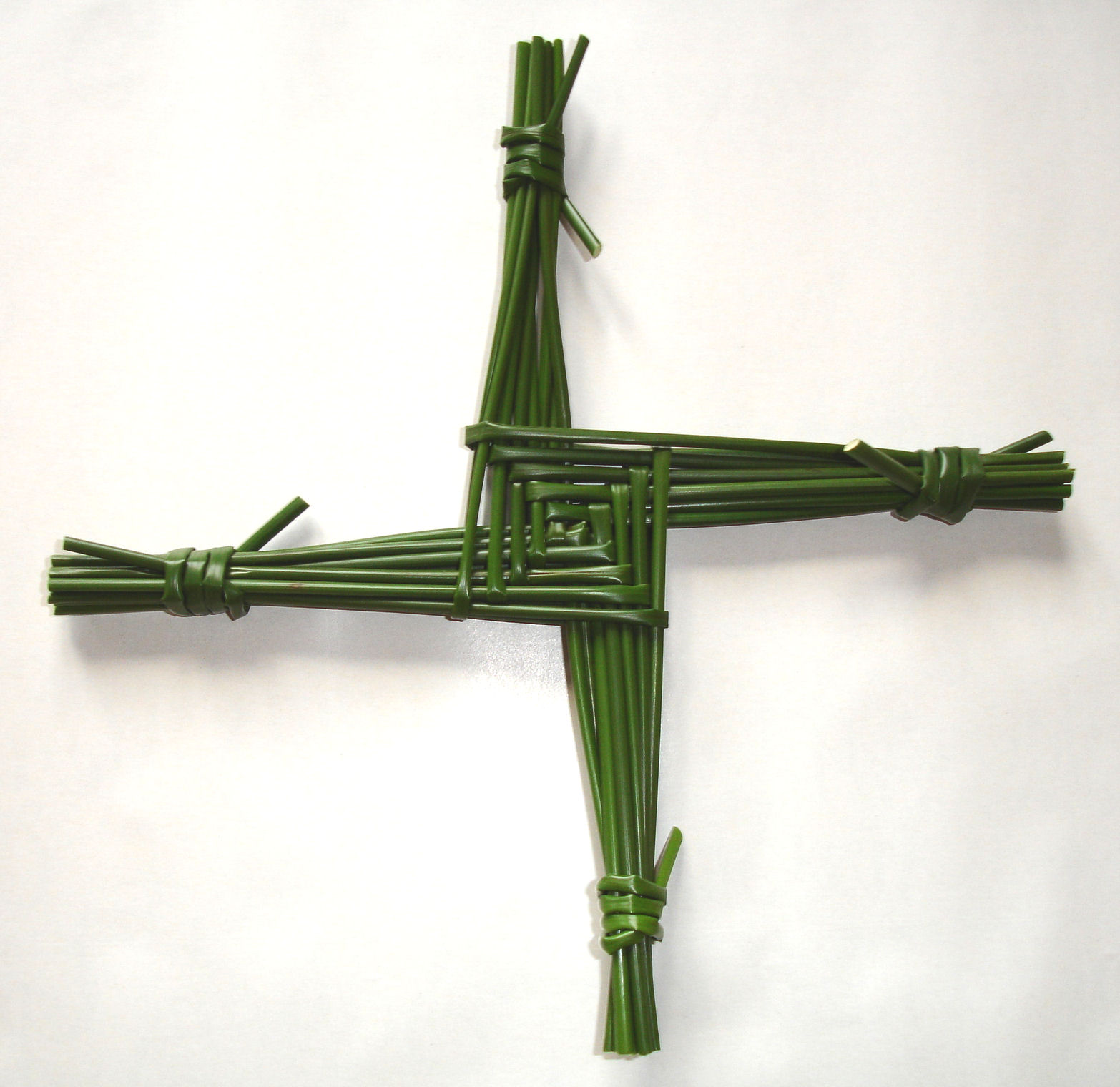
Крест св. Бригитты

Крест свято́й Бриги́тты — неофициальный символ Ирландии. Обычно изготавливается из стеблей камыша, или из соломы, в центре располагается плетеный квадрат, от которого отходят закруглённые лучи.
С крестом ранее было связано множество ритуалов. Иногда этот символ все ещё украшает дома католиков, особенно, в сельской местности. Многие верят, что крест св. Бригитты защищает дом от пожаров.
Символ обычно связывают со св. Бригиттой Ирландской, которая считается святой покровительницей Ирландии. Такие кресты традиционно изготавливаются 1 февраля; этот день на гаэльском языке носит название Lá Fhéile Bhríde (праздник святой Бригитты). По преданию, святая Бригитта сплела этот крест на смертном одре своего отца (по другой версии — богатого язычника), который, узнав о значении этого символа, решил перед смертью принять крещение.
Кроме того, Бригита — кельтская богиня, которую связывают с праздником Имболк.